# Dau-pom
Dau-pom (Daupom) /Sloping-ground Wintun (Hodge); "in-front-of-place"/ pleme američkih Indijanaca porodice Copehan, nastanjeno nekada u dolini Cootonwood Valley u okrugu Shasta, Kalifornija. Njihovom području pripadao je plato sjeverno od Reddinga (Swanton). Daupomi su po lokalitetu nazivani i Cottonwoods, Valley Indijanci; Waikemi kod Kroebera (1903). 
Bili su jedna od 9 skupina šire grupe Wintu.